# Campionati tedeschi di sci alpino 2006
I Campionati tedeschi di sci alpino 2006 si sono svolti a Oberstdorf e a Innerkrems (in Austria) dal 24 marzo al 2 aprile. Il programma includeva gare di discesa libera, supergigante, slalom gigante e slalom speciale, tutte sia maschili sia femminili, ma lo slalom speciale maschile è stato annullato.
Trattandosi di competizioni valide anche ai fini del punteggio FIS, vi hanno partecipato anche sciatori di altre federazioni, senza che questo consentisse loro di concorrere al titolo nazionale tedesco.

## Risultati

### Uomini

#### Discesa libera
| Pos. | Atleta           | Nazione     | Tempo   |
| ---- | ---------------- | ----------- | ------- |
| 1    | Stephan Keppler  | Germania    | 1:15,17 |
| 2    | Johannes Stehle  | Germania    | 1:15,52 |
| 3    | Ivica Kostelić   | Croazia     | 1:15,73 |
| 4    | Peter Strodl     | Germania    | 1:16,01 |
| 5    | Daniel Fischer   | Germania    | 1:16,60 |
| 6    | Natko Zrnčić-Dim | Croazia     | 1:16,86 |
| 7    | Hannes Wagner    | Germania    | 1:16,92 |
| 8    | Stefan Kogler    | Germania    | 1:16,94 |
| 9    | Arjan Wanders    | Paesi Bassi | 1:17,00 |
| 10   | Thomas Fischer   | Germania    | 1:17,14 |

Data: 24 marzo

Località: Innerkrems

#### Supergigante
| Pos. | Atleta           | Nazione       | Tempo   |
| ---- | ---------------- | ------------- | ------- |
| 1    | Rok Perko        | Slovenia      | 1:11,85 |
| 2    | Petr Záhrobský   | Rep. Ceca     | 1:12,14 |
| 3    | Claudio Sprecher | Liechtenstein | 1:12,16 |
| 4    | Ivica Kostelić   | Croazia       | 1:12,23 |
| 5    | Stephan Keppler  | Germania      | 1:12,25 |
| 6    | Peter Strodl     | Germania      | 1:12,33 |
| 7    | Johannes Stehle  | Germania      | 1:12,37 |
| 8    | Andrej Jerman    | Slovenia      | 1:12,39 |
| 9    | Craig Branch     | Australia     | 1:12,39 |
| 10   | Finlay Mickel    | Regno Unito   | 1:12,54 |

Data: 25 marzo

Località: Innerkrems

#### Slalom gigante
| Pos. | Atleta               | Nazione   | Tempo   |
| ---- | -------------------- | --------- | ------- |
| 1    | Felix Neureuther     | Germania  | 2:01,18 |
| 2    | Andreas Ertl         | Germania  | 2:01,93 |
| 3    | Ondřej Bank          | Rep. Ceca | 2:01,94 |
| 4    | Marcel Hirscher      | Austria   | 2:02,12 |
| 5    | Urs Imboden          | Svizzera  | 2:02,48 |
| 6    | Filip Trejbal        | Rep. Ceca | 2:02,53 |
| 7    | Johannes Stehle      | Germania  | 2:02,63 |
| 8    | Kryštof Krýzl        | Rep. Ceca | 2:02,69 |
| 9    | Johannes Unterberger | Austria   | 2:02,83 |
| 10   | Stephan Schmid       | Germania  | 2:03,52 |

Data: 1º aprile

Località: Oberstdorf

#### Slalom speciale
La gara, originariamente in programma il 2 aprile a Oberstdorf, è stata annullata.

### Donne

#### Discesa libera
| Pos. | Atleta              | Nazione  | Tempo   |
| ---- | ------------------- | -------- | ------- |
| 1    | Gina Stechert       | Germania | 1:18,94 |
| 2    | Isabelle Huber      | Germania | 1:19,38 |
| 3    | Monika Springl      | Germania | 1:19,39 |
| 4    | Fanny Chmelar       | Germania | 1:19,47 |
| 5    | Viktoria Rebensburg | Germania | 1:20,30 |
| 6    | Michaela Herbst     | Germania | 1:20,32 |
| 7    | Veronika Staber     | Germania | 1:20,73 |
| 8    | Barbara Ertl        | Germania | 1:20,78 |
| 9    | Maria Rottmayr      | Germania | 1:21,04 |
| 10   | Ana Jelušić         | Croazia  | 1:21,10 |

Data: 24 marzo

Località: Innerkrems

#### Supergigante
| Pos. | Atleta              | Nazione  | Tempo   |
| ---- | ------------------- | -------- | ------- |
| 1    | Viktoria Rebensburg | Germania | 1:16,62 |
| 2    | Isabelle Huber      | Germania | 1:16,70 |
| 3    | Monika Springl      | Germania | 1:16,81 |
| 4    | Gina Stechert       | Germania | 1:16,86 |
| 5    | Lisa-Marie Walz     | Germania | 1:16,88 |
| 6    | Michaela Herbst     | Germania | 1:17,13 |
| 7    | Fanny Chmelar       | Germania | 1:17,17 |
| 8    | Veronika Staber     | Germania | 1:17,36 |
| 9    | Anna Rottmayr       | Germania | 1:18,06 |
| 10   | Katharina Dürr      | Germania | 1:18,16 |

Data: 25 marzo

Località: Innerkrems

#### Slalom gigante
| Pos. | Atleta             | Nazione   | Tempo   |
| ---- | ------------------ | --------- | ------- |
| 1    | Veronika Staber    | Germania  | 2:24,73 |
| 2    | Kathrin Hölzl      | Germania  | 2:24,92 |
| 3    | Carolin Fernsebner | Germania  | 2:25,05 |
| 4    | Lucie Hrstková     | Rep. Ceca | 2:25,09 |
| 5    | Lisa-Marie Walz    | Germania  | 2:26,27 |
| 6    | Sandra Gini        | Svizzera  | 2:27,57 |
| 7    | Maria Rottmayr     | Germania  | 2:27,64 |
| 8    | Laura Gruber       | Germania  | 2:27,73 |
| 9    | Jessica Pünchera   | Svizzera  | 2:27,95 |
| 10   | Veronika Bubaková  | Rep. Ceca | 2:28,23 |

Data: 2 aprile

Località: Oberstdorf

#### Slalom speciale
| Pos. | Atleta            | Nazione  | Tempo   |
| ---- | ----------------- | -------- | ------- |
| 1    | Aita Camastral    | Svizzera | 1:25,71 |
| 2    | Monika Bergmann   | Germania | 1:25,74 |
| 3    | Fanny Chmelar     | Germania | 1:26,12 |
| 4    | Veronika Staber   | Germania | 1:26,76 |
| 5    | Christina Ammerer | Germania | 1:26,81 |
| 6    | Jessica Pünchera  | Svizzera | 1:27,20 |
| 7    | Katharina Dürr    | Germania | 1:27,23 |
| 8    | Regina Mader      | Austria  | 1:27,67 |
| 9    | Laura Gruber      | Germania | 1:27,73 |
| 10   | Eva-Maria Brem    | Austria  | 1:27,79 |

Data: 1º aprile

Località: Oberstdorf